# Rocco Ronchi
Rocco Ronchi (Forlì, 1957) è un filosofo italiano.

## Biografia
Rocco Ronchi si è laureato a Bologna e ha conseguito il dottorato presso l'Università Statale di Milano sotto la guida di Carlo Sini, di cui è stato allievo. È attualmente professore ordinario di filosofia teoretica presso l'Università degli Studi dell'Aquila e docente di filosofia presso l'IRPA (Istituto di ricerca di psicanalisi applicata). Tiene corsi in varie università, italiane e straniere, e collabora con diversi centri di ricerca. È direttore di due collane: "Filosofia al presente" per Textus Edizioni dell'Aquila e "Canone Minore" per Mimesis Edizioni di Milano; dal 2014 dirige la scuola di filosofia Praxis a Forlì.
È membro del Consiglio di amministrazione della "Société des amis de Bergson" e collabora con i servizi culturali di Rai Radio Tre e con il sito Doppiozero.

## Pensiero

### Gli studi sulla comunicazione
I suoi primi lavori sono dedicati alla filosofia francese contemporanea (Bataille, Levinas, Blanchot. Un sapere passionale, 1985) e alla questione della comunicazione intesa filosoficamente come partecipazione alla verità e fondamento ontologico della stessa pratica filosofica (Teoria critica della comunicazione. Dal modello veicolare al modello conversativo, 2003; Filosofia della comunicazione. Il mondo come resto e come teogonia, 2008).
Più in particolare, Ronchi ha proposto una revisione del modello standard della comunicazione, criticando il paradigma linguistico del "vivente". Al problema della raffigurazione e al suo rapporto col dicibile nel pensiero occidentale antico, moderno e contemporaneo è invece dedicato Il pensiero bastardo. Figurazione dell'invisibile e comunicazione indiretta, 2001.

### Gli studi su Bergson
Con i suoi studi su Bergson, Ronchi ha contribuito alla cosiddetta Bergson renaissance («riscoperta della filosofia di Bergson»). Nei suoi lavori (Bergson filosofo dell'interpretazione, 1990, e Bergson: una sintesi, 2011) Ronchi guarda a Bergson come a un filosofo in grado di dare risposta a questioni tuttora aperte del dibattito filosofico. A suo avviso Bergson non è, come si crede, un filosofo irrazionalista, spiritualista, ostile alla scienza e ai suoi metodi. Per lui la filosofia è un metodo rigorosamente empirista, che consente la massima precisione possibile nella descrizione dei fenomeni. Bergson è anzi il filosofo che ha cercato di emancipare la scienza da quanto di "metafisico" era ancora inconsapevolmente presente in essa. Con le sue celebri nozioni di "durata" e di "memoria", ha costruito un nuovo modello di intelligibilità del divenire, alternativo a quello aristotelico, in grado finalmente di spiegare, senza riduzionismi, il "vivente" quale era stato descritto dalla biologia evoluzionista.
Il pensiero bergsoniano è presentato da Ronchi come uno snodo essenziale della filosofia del XX secolo. La sua dirompente attualità è mostrata attraverso un confronto sistematico con la fenomenologia, l'esistenzialismo, l'ermeneutica, il pensiero della differenza e l'epistemologia della complessità. Al tempo stesso però, l'opera di Bergson è ricollocata dall'autore all'interno della tradizione filosofica occidentale, come un capitolo, tra i più alti, dell'indagine filosofica sulla natura: un capitolo che continua l'opera di quei filosofi e di quei teologi che, dai neoplatonici a Cusano fino a Giovanni Gentile, hanno provato a pensare la natura come vita vivente e come divinità immanente.

### Il canone minore
Cercando di definire e riabilitare il pensare filosofico contro il pericolo della sua dismissione (Come fare. Per una resistenza filosofica, 2012), proprio grazie al confronto con Bergson e ai filosofi "amici" di quest'ultimo (William James, Alfred North Whitehead e Gilles Deleuze), Ronchi ha inteso collocare la sua posizione filosofica in un ambito ben preciso, sebbene minoritario (Canone minore. Verso una filosofia della natura, 2017): empirismo radicale, realismo speculativo e pragmatica trascendentale sono le definizioni in cui, più di altre, egli riconosce la direzione della sua ricerca filosofica, rivolta a criticare quella che chiama “la linea maggiore della filosofia”, da lui definita dualistica, soggettivistica e antropocentrica, e che connota la modernità.
Da Immanuel Kant sino a Jaques Derrida, per Ronchi la filosofia moderna è stata infatti caratterizzata dal primato accordato alla finitudine, alla contingenza, all'intenzionalità, alla negazione e al linguaggio. Alla svolta trascendentale kantiana egli oppone quella cosmologica whiteheadiana e, al paradigma aristotelico potenza/atto, per lui insufficiente a cogliere la natura naturans, la nozione gentiliana di «atto puro».
La "filosofia minore" è per lui una filosofia del processo (categoria che Ronchi oppone all'aristotelica Kinesis) che, pur confutando il nulla e il possibile come pseudoproblemi, non sacrifica il carattere creativo e dinamico del reale.

## Opere
- Bataille, Lévinas, Blanchot: un sapere passionale (Spirali, Milano 1987)
- Bergson filosofo dell'interpretazione (Marietti, Genova 1990)
- Luogo comune. Verso un'etica della scrittura (EGEA, Università Bocconi Editore 1996)
- La scrittura della verità. Per una genealogia della teoria (Jaca Book, Milano 1996)
- La verdad en el espyo. Les présocraticos y el alba de la philosophia, Akal, Madrid 1996)
- Il pensiero bastardo. Figurazione dell'invisibile e comunicazione indiretta (Marinotti, Milano 2001)
- Teoria critica della comunicazione: dal modello veicolare al modello conversativo (Mondadori, Milano 2003)
- Liberopensiero. Lessico filosofico della contemporaneità (Fandango Libri, Roma 2006)
- Filosofia della comunicazione: il mondo come resto e come teogonia (Bollati Boringhieri, Torino 2008)
- Bergson. Una sintesi (Marinotti, Milano 2011)
- Come fare. Per una resistenza filosofica (Feltrinelli, Milano 2012)
- Brecht. Introduzione alla filosofia (et al., Correggio 2013)
- Zombie outbreak: la filosofia e i morti-viventi (Textus Edizioni, L'Aquila 2015)
- Gilles Deleuze. Credere nel reale (Feltrinelli, Milano 2015)
- Il canone minore. Verso una filosofia della natura (Feltrinelli, Milano 2017)
- Bertolt Brecht. Tre dispositivi (Orthotes, Napoli 2017)
- Populismo/sovranismo. Una illustre genealogia (Castelvecchi, 2024)